# المدرج الروماني (عمان)
المدرج الروماني مسرح روماني يقع في الجزء الشرقي من العاصمة الأردنية عمّان بالتحديد على سفح جبل الجوفة على أحد التلال المقابلة لقلعة عمان. تشير كتابة يونانية موجودة على إحدى منصات الأعمدة إلى أن هذا المدرج قد بُني إكراماً للإمبراطور أنطونيوس بيوس الذي زار عمان سنة 130م. تقع إلى جانب المدرج ساحة الفورم وتبلغ مساحتهما معا ما مجموعه 7,600 متر2 ويعود تاريخ بنائها على الأرجح إلى القرن الثاني الميلادي وتحديدا بين عامي 138م و161م إبان عهد الإمبراطور الروماني أنطونيوس بيوس.
استعمل المدرج الروماني للعروض المسرحية والغنائية. بسبب جودة نظام الصوت فيه، يستعمل لغاية اليوم أحيانا للعروض الفنية. يتسع المسرح 6,000 متفرج، يعد بذلك أكبر من المسرح الجنوبي في جرش، الذي يتسع إلى 4,000 - 5,000 متفرج.
يعتبر إلى يومنا هذا أكبر مسرح في الأردن. أمام منصة المسرح التي يعلوها الفنانون، هناك مكان معين في وسط المسرح يستطيع المتفرجون سماع الصوت الصادر منه بطريقة واضحة في جميع مدرجات المسرح. المدرجات مقسمة إلى 44 صفا، في ثلاث مجموعات رئيسية. كانت مجموعة الصفوف الأولى تستعمل لعلية القوم وكبار الشخصيات، بينما كانت مجموعات الصفوف الثانية والثالثة مخصصة لباقي الشعب.
هناك غرف خلف منصة المسرح، يستعملها الفنانون لتغيير ثيابهم وللتحضير للظهور أمام الجمهور. كان يبلغ علو بناية منصة المسرح الأصلية حوالي ثلاث طوابق، أي أعلى من الأعمدة في ساحة الفورم. كان هناك معبد صغير في أعلى المسرح، منحوت في الصخر، كان به تماثيل للآلهة الرومانية.
هناك متحفان صغيران اليوم على جانبي المسرح، متحف الحياة الشعبية ومتحف الأزياء الشعبية. الأول يحكي تطور حياة سكان الأردن واستعمالهم للأدوات والأثاث على مدى القرن السابق، وخاصة حياة الريف والبدو. المتحف الثاني يتناول مواضيع أزياء المدن الأردنية والفلسطينية التقليدية والحلى وأدوات التزيين التي تستعملها النساء.

## معرض صور

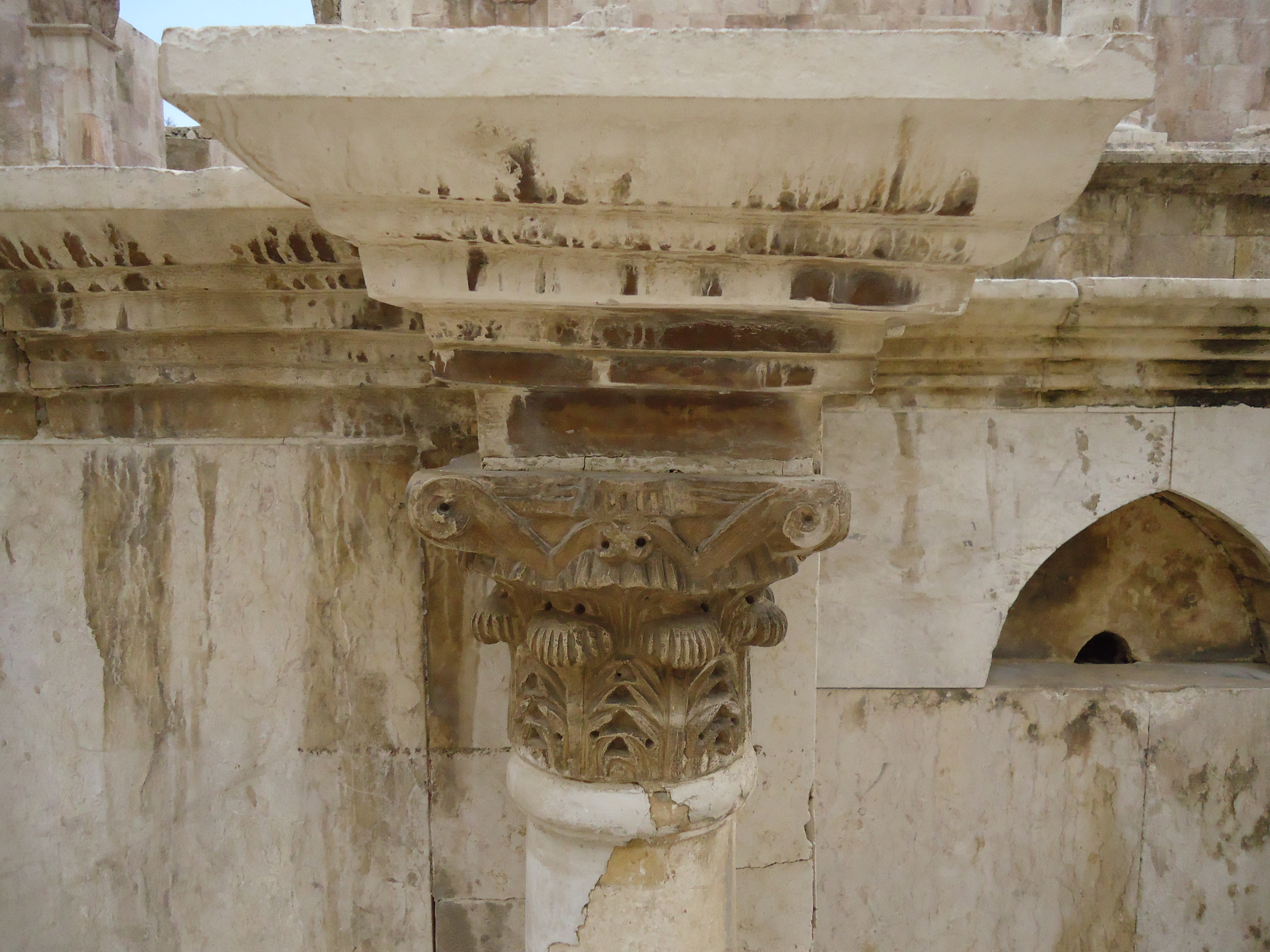
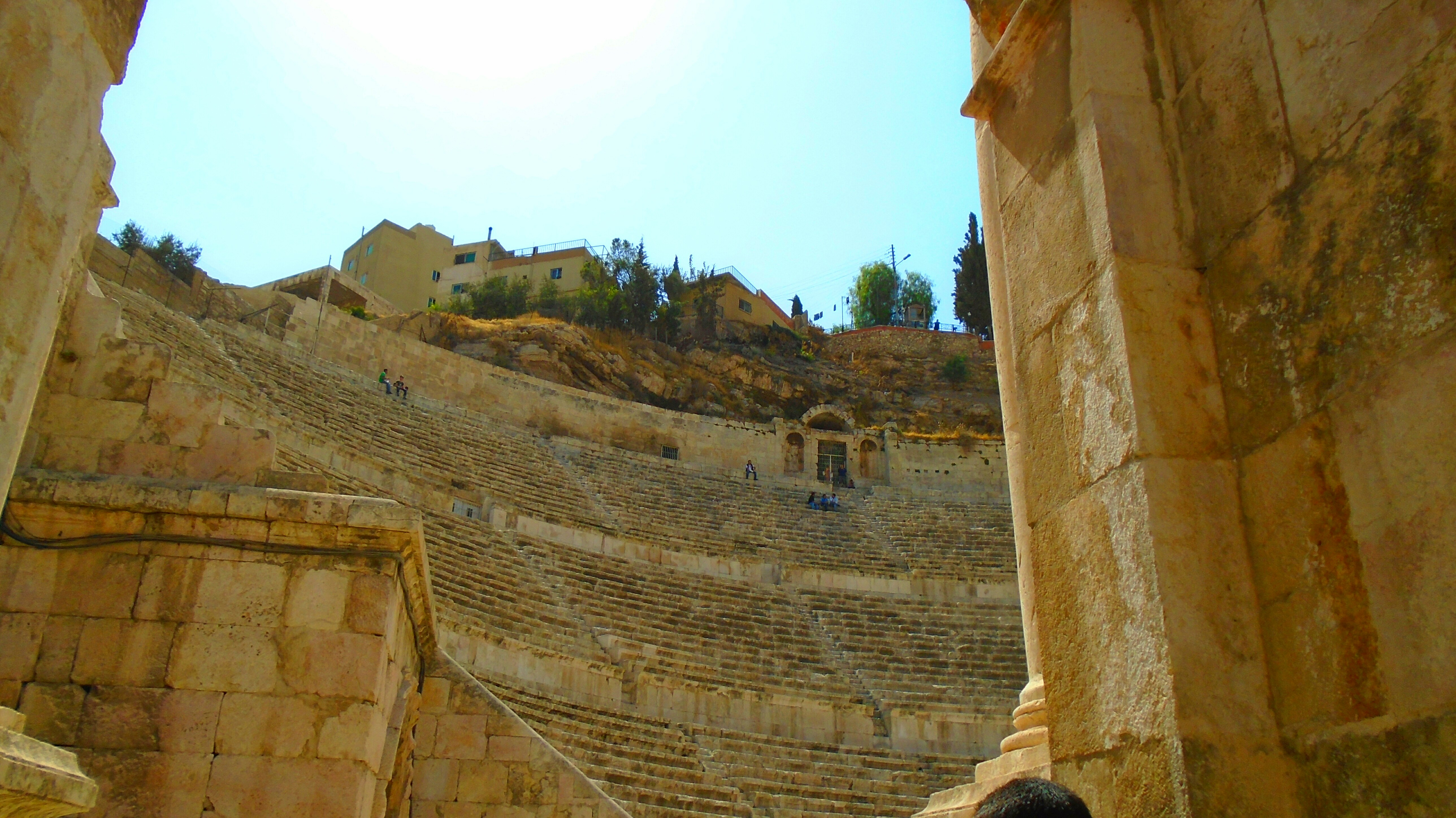
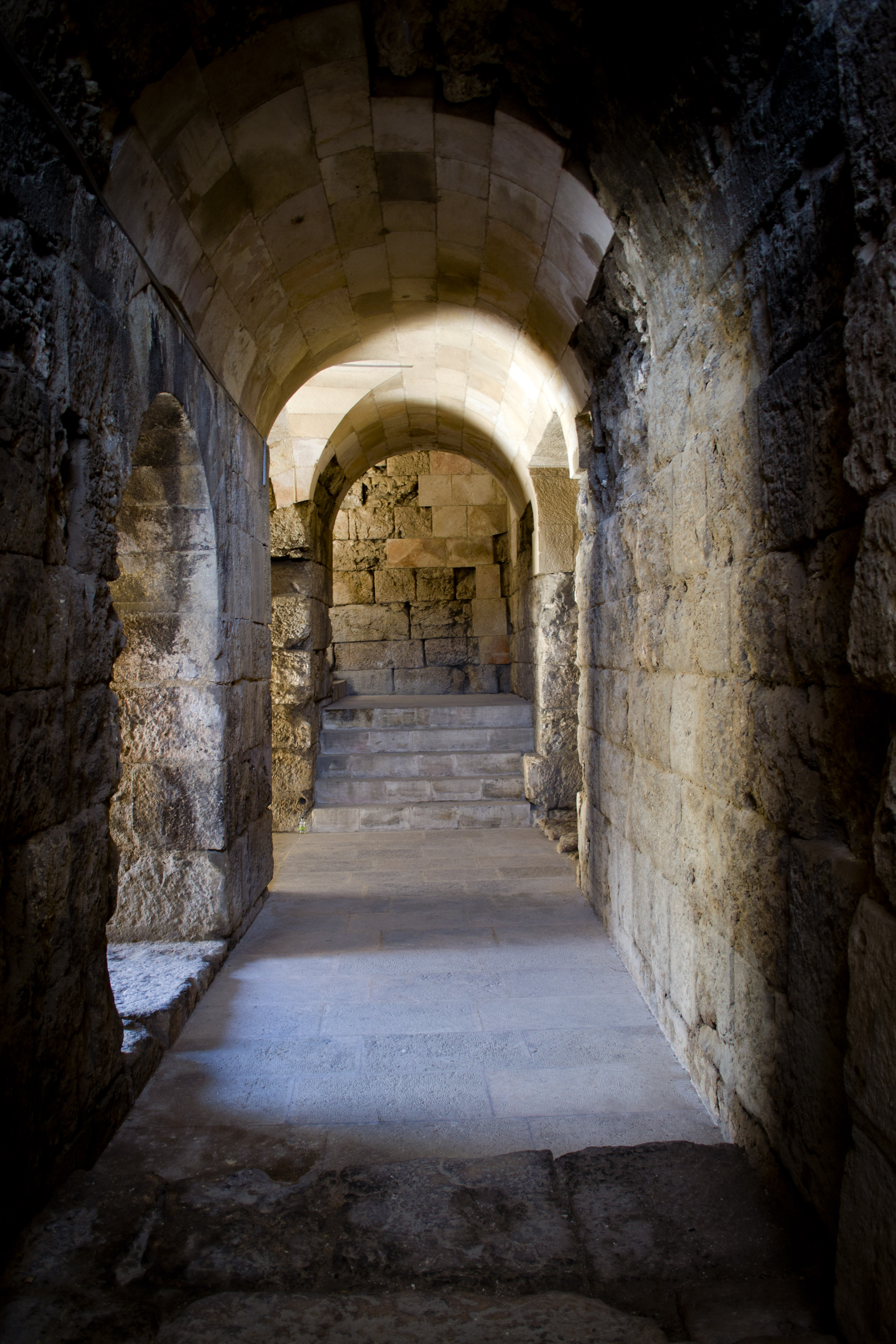
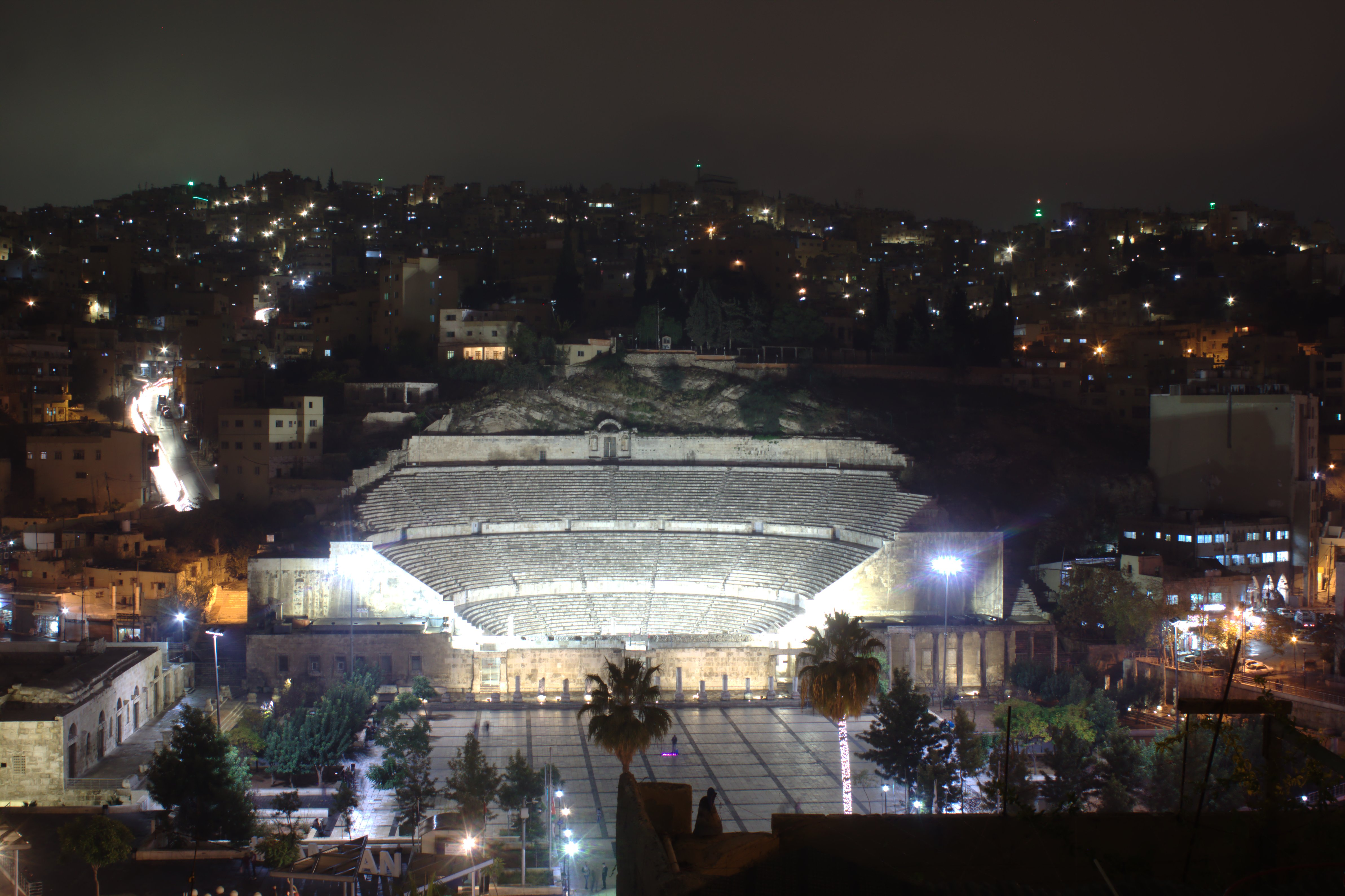
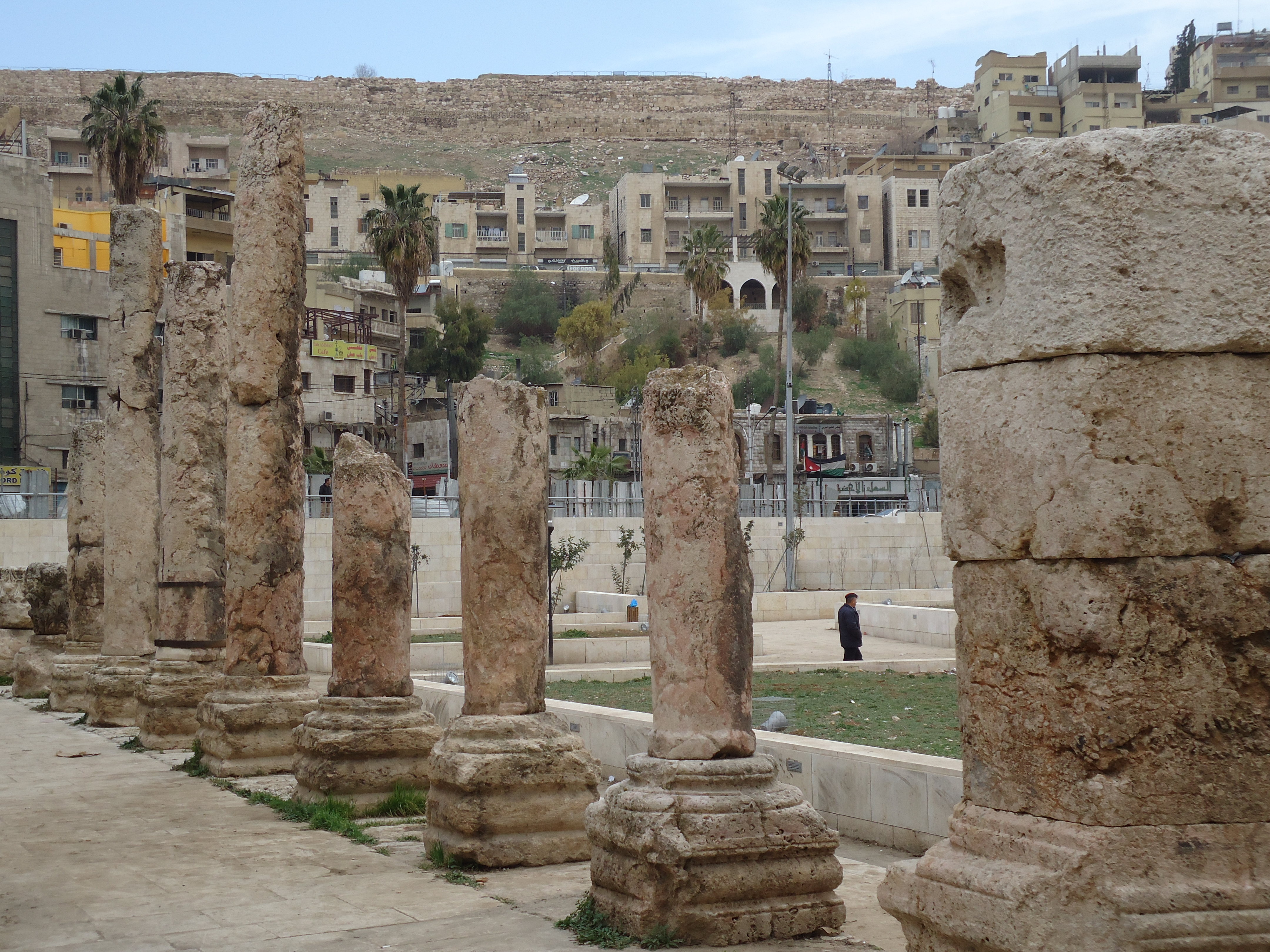
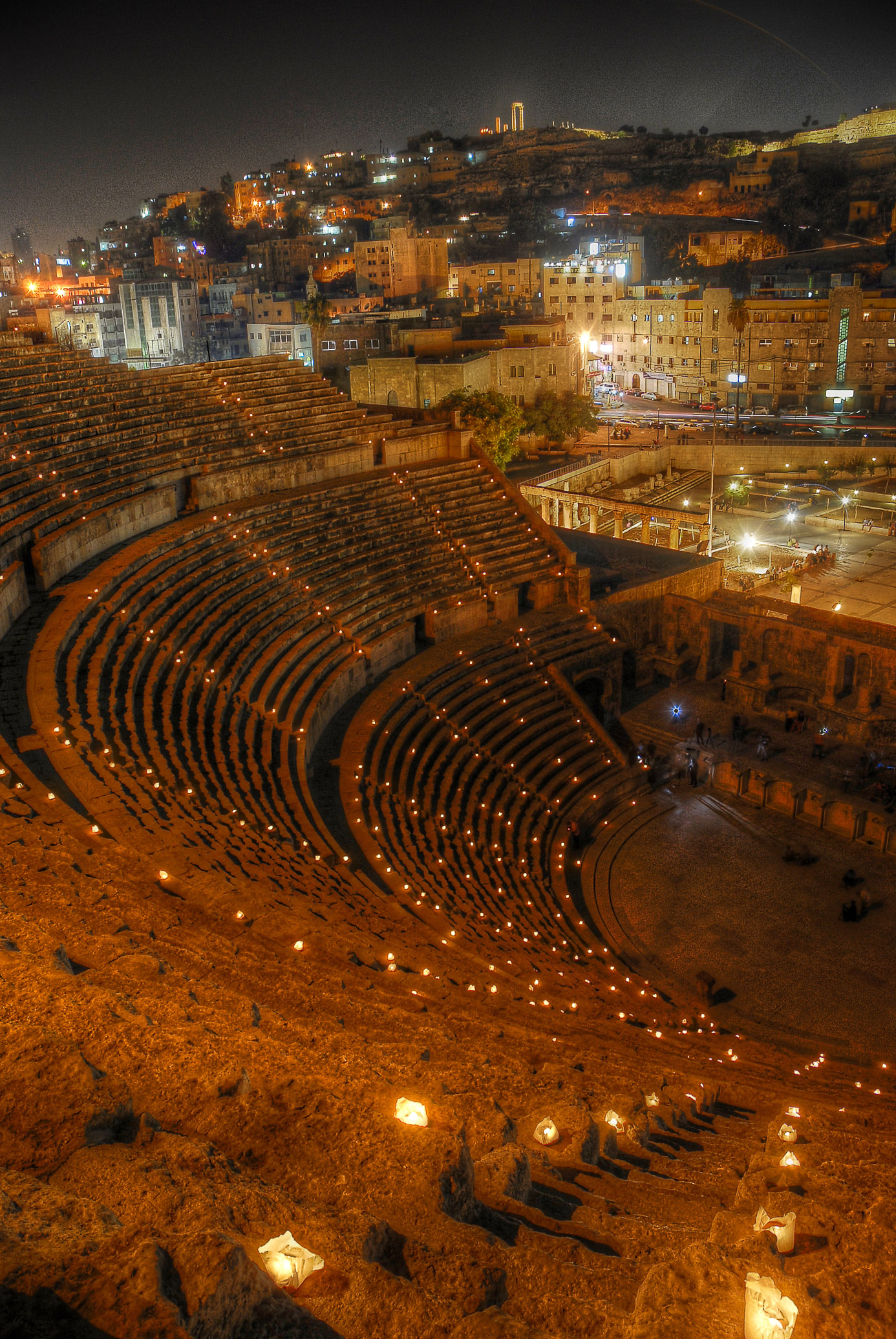
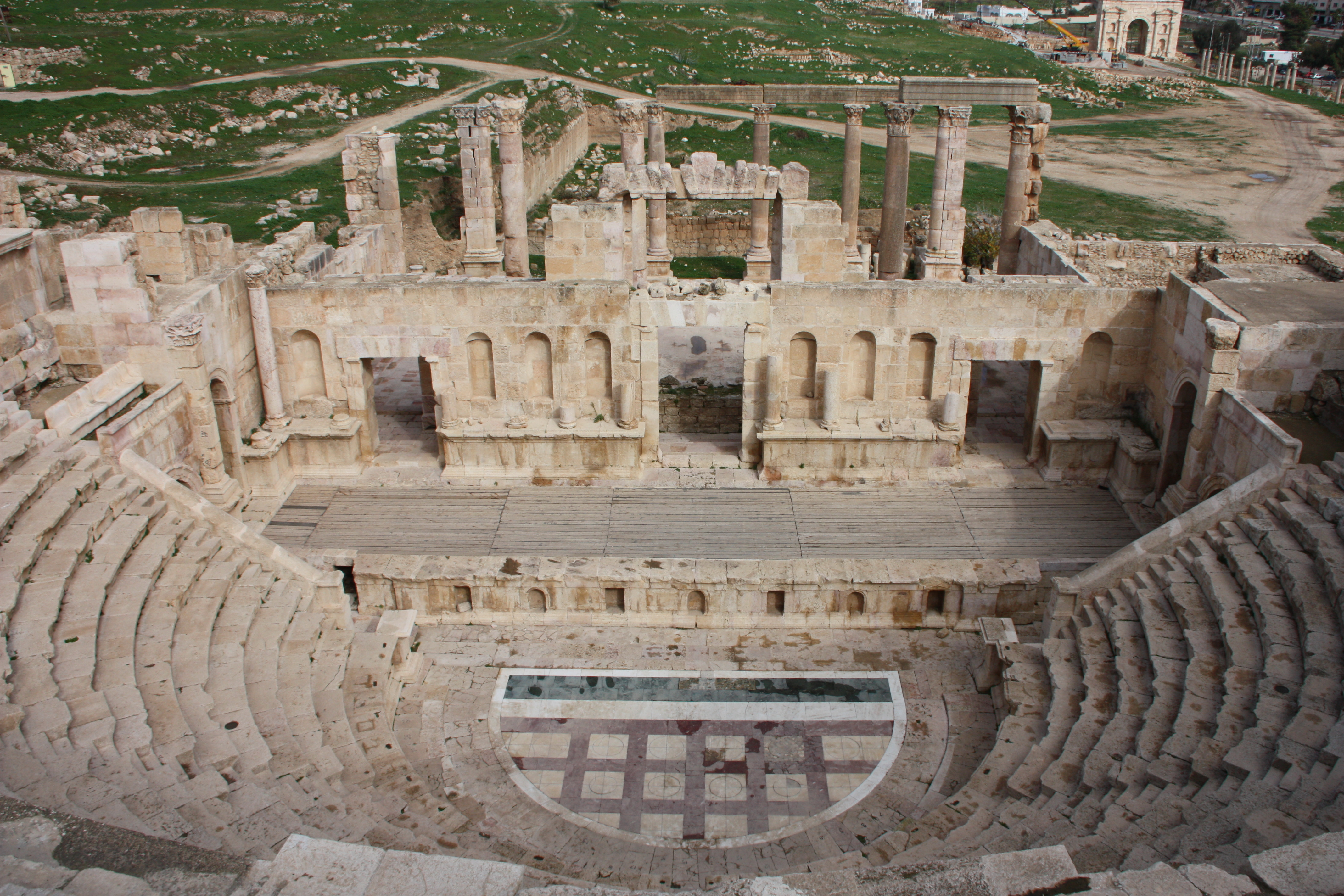
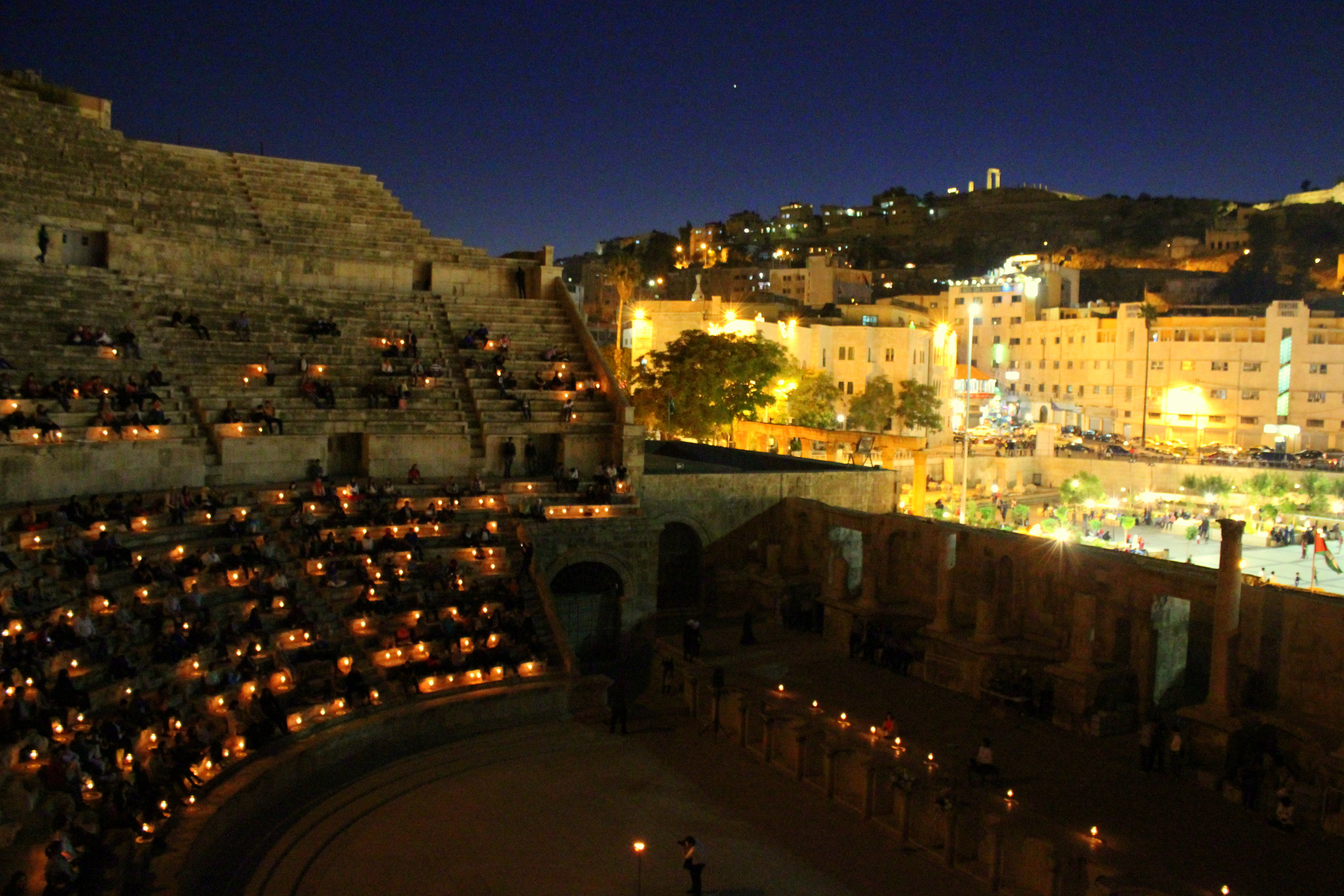
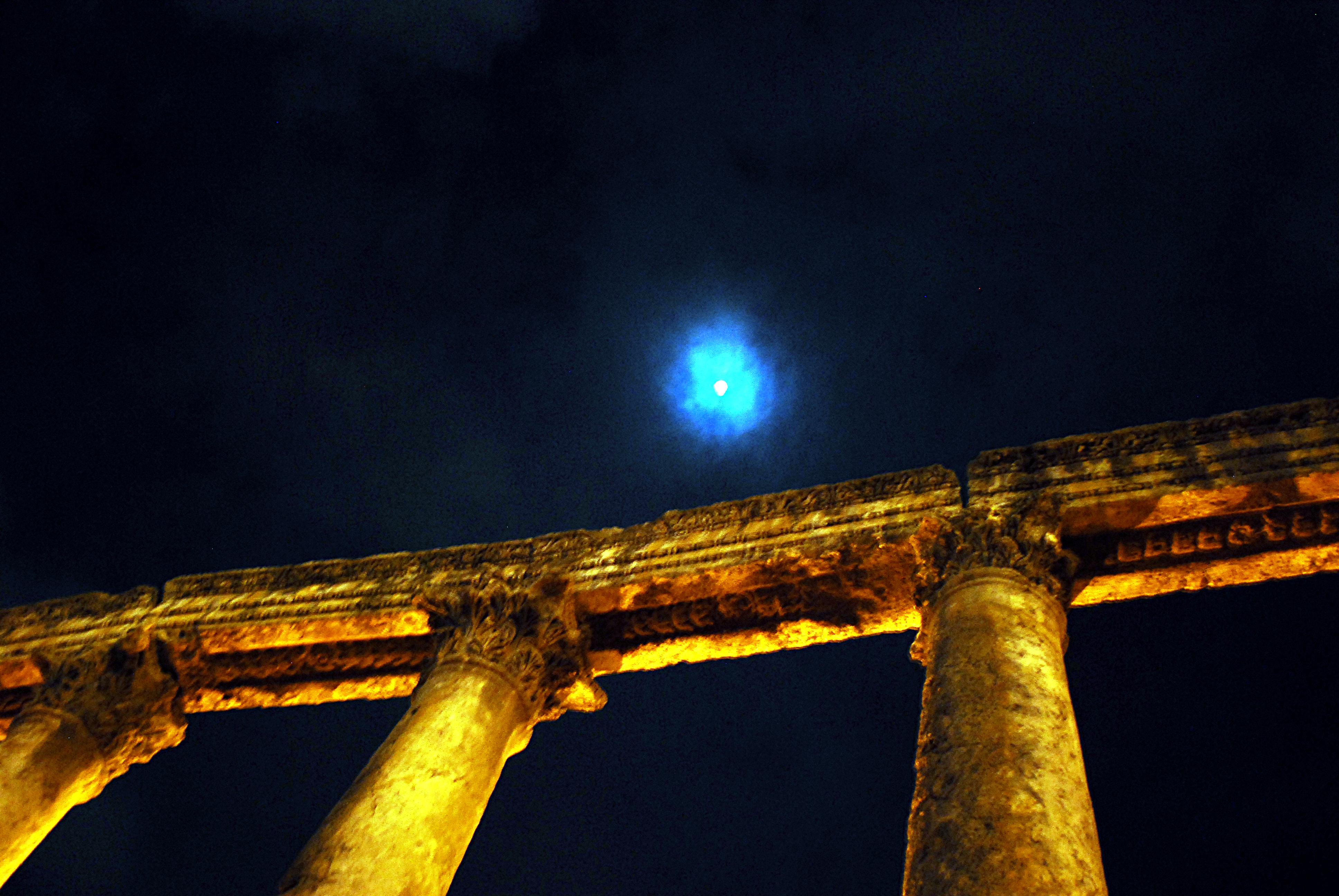
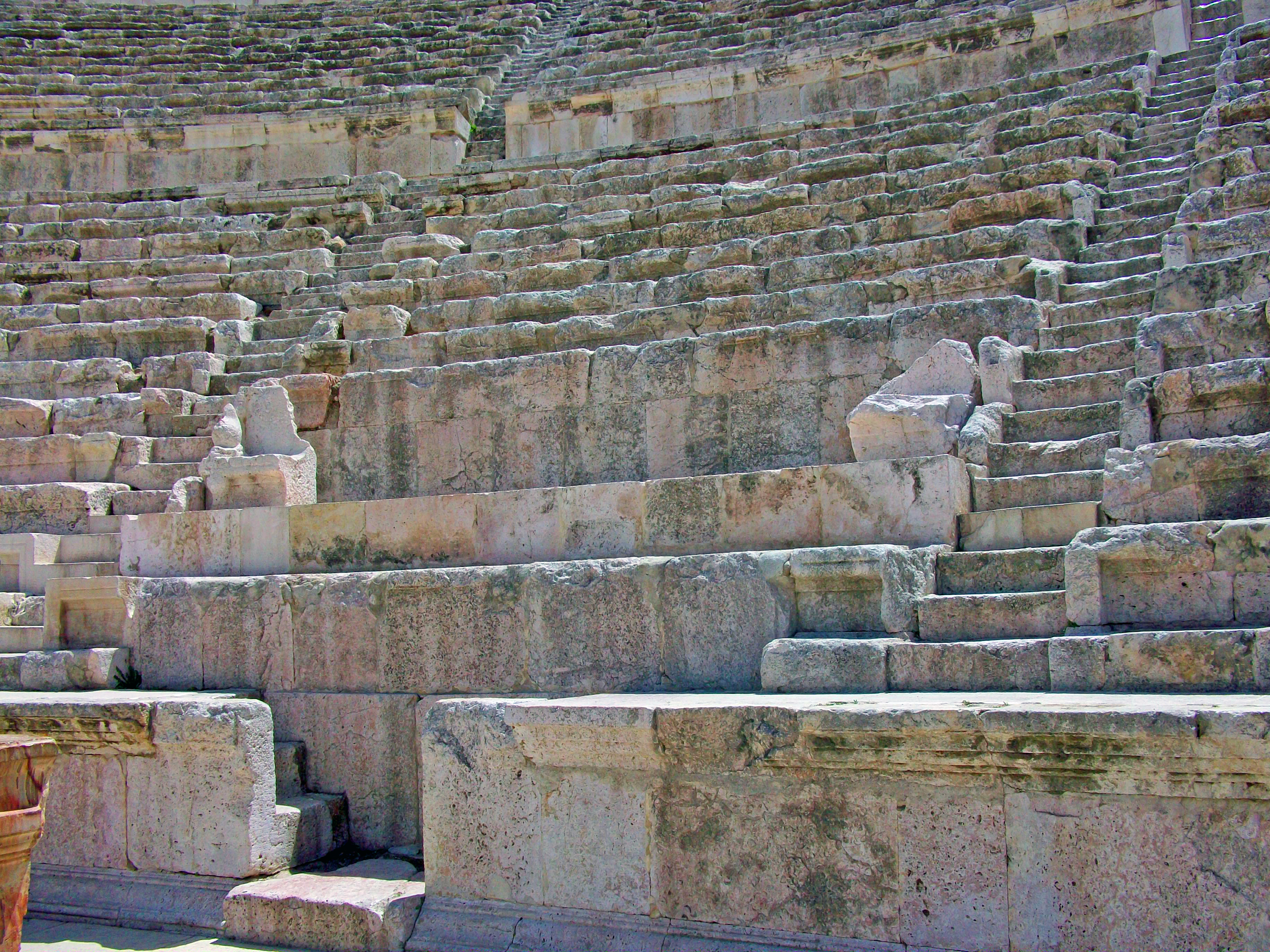